# Llibre Diari
El Llibre diari és un llibre comptable on es recullen, dia a dia, els fets econòmics d'una empresa. L'anotació d'un fet econòmic en el llibre Diari es diu assentament. Els assentaments són anotacions registrades pel sistema de partida doble i contenen entrades de dèbit en un o més comptes i crèdit en d'altres de tal manera que la suma dels dèbits sigui igual a la suma dels crèdits.
Es garanteix així que es mantingui l'equació de comptabilitat. Depenent del sistema d'informació comptable, alguns assentaments són automàtics i poden utilitzar-se en conjunció amb els assentaments manuals per al manteniment de registres.

## Format
Un assentament de diari inclou com a mínim: 
1. la data de la transacció o comptabilització o ambdues;
2. els noms o codis dels comptes que es carreguen en el deure;
3. els noms o codis dels comptes que es carreguen en l'haver;
4. l'import de cada dèbit i crèdit; i,
5. una explicació de l'operació que s'està registrant.